# Barleria decaryi
Barleria decaryi är en akantusväxtart som beskrevs av Raymond Benoist. Barleria decaryi ingår i släktet Barleria och familjen akantusväxter. Inga underarter finns listade i Catalogue of Life.